# Coves de Mira de Aire
Les coves de Mira de Aire són un conjunt de coves calcàries situades a Mira de Aire, al municipi de Porto de Mós, al districte de Leiria, a Portugal. Una part d'aquestes mines es denomina Cova de Moinhos Velhos. Les coves són a la freguesia portuguesa de Mira de Aire en ple Massís Calcari Estremeny, als contraforts de la serra D'Aire, ocupant la part nord de Polje Mira/Minde, que connecta Torres Novas amb Sâo Jorge.